# A7高速公路 (義大利)
A7高速公路（義大利語：Autostrada A7），又稱塞拉瓦萊高速公路／焦維高速公路（Autostrada Serravalle/Autostrada dei Giovi，因經過焦維山口得名），是義大利一條高速公路，自利古里亞大區熱那亞，通往第二大城市、倫巴底首府米蘭。完成後全長為133.6公里。
1935年10月29日熱那亞至塞拉瓦萊斯克里維亞段通車，1960年9月10日全線通車。全段是歐洲E25公路和歐洲E62公路的一部份。